# Stefan Raser
Stefan Raser (* 6. August 1986 in Gmunden, Oberösterreich) ist ein österreichischer Sportschütze.
Raser schießt für den ASKÖ Gmunden. Er wurde 2010 in München Weltmeister mit dem Großkalibergewehr auf 300 m Distanz.